# アンヌ・ヴァライエ＝コステル
アンヌ・ヴァライエ＝コステル（Anne Vallayer-Coster、1744年12月21日 - 1818年2月28日）はフランスの画家である。

## 略歴
パリの金細工師の娘に生まれた。女性植物画家のマドレーヌ・フランソワーズ・バスポルトに学び、宮廷画家のクロード・ジョセフ・ヴェルネの弟子になった。
1770年に静物画家として、王立絵画彫刻アカデミーに入会し、翌年のサロン・ド・パリの展覧会に出展した。1771年に出展された静物画は批評家たちに好評で、有名な哲学者、美術評論家のドゥニ・ディドロもヴァライエ＝コステルの作品を絶賛した。その後、王妃マリー・アントワネットの援助を受けるようになり、ルーブル宮殿に部屋を与えられた。1781年に、マリー・アントワネットの前で議員であり司法長官を務めたジャン＝ピエール・シルベストル・コステルと結婚した。
フランス革命で旧体制が失われた時、ヴァライエ＝コステルと王家の密接な関係にも拘わらず、混乱に巻き込まれることは回避できた。ナポレオンの治世では、ナポレオンの皇后、ジョゼフィーヌが1804年に彼女の作品を買い上げたが、人気は下降していた。この頃は花の絵を描くことが多くなった、

## 作品

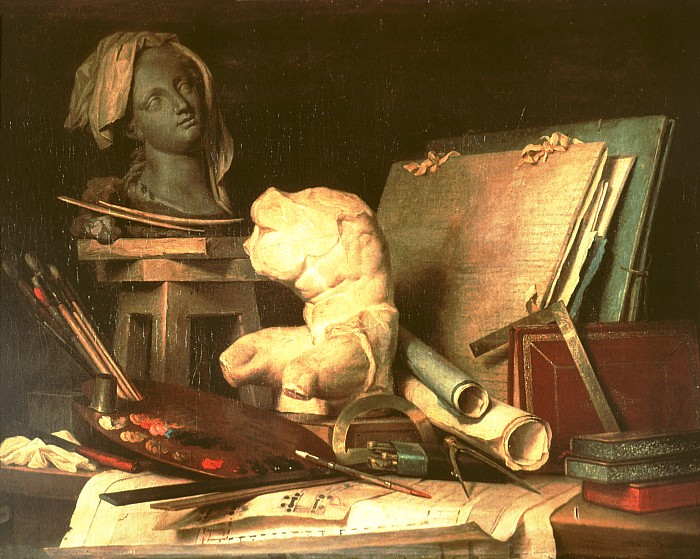
(1769)
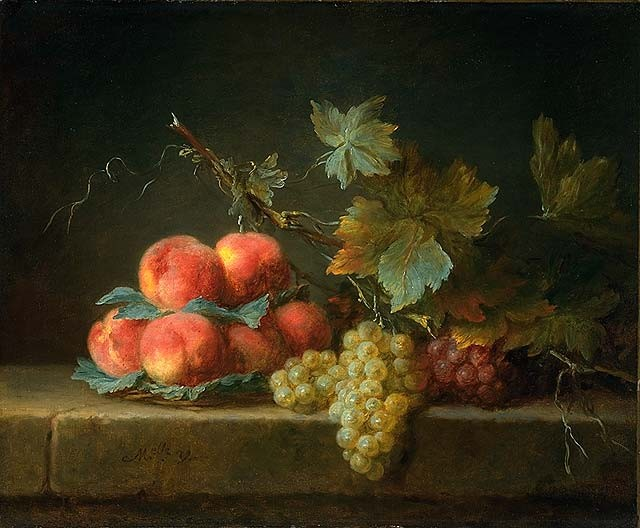
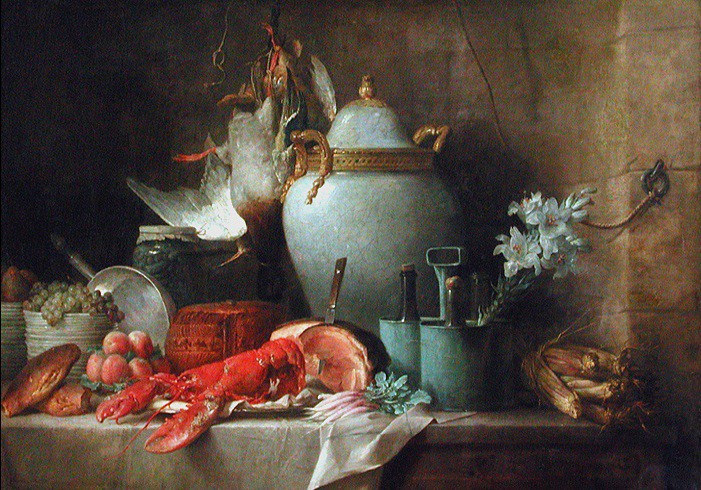
(1817)

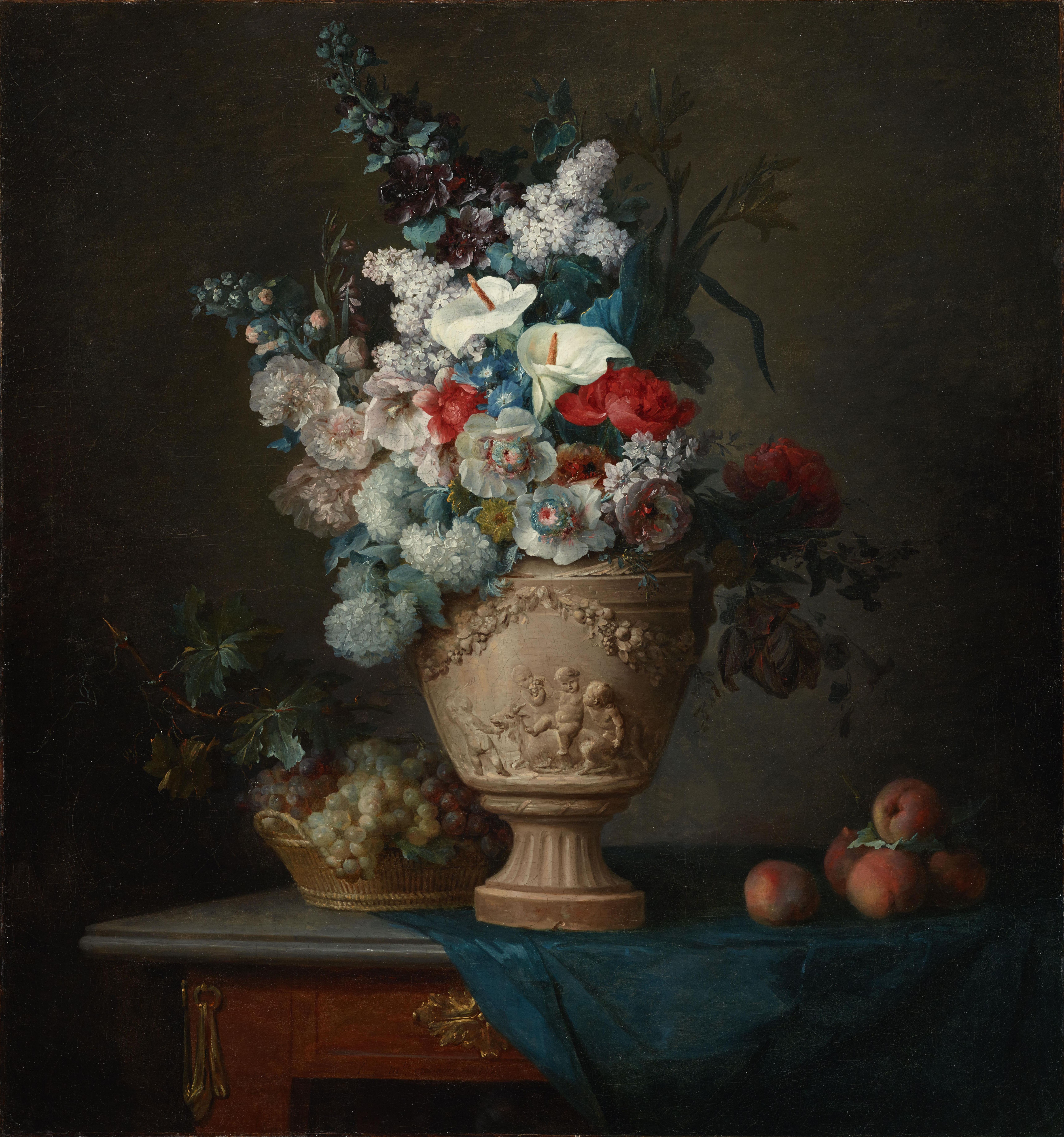
(1776)
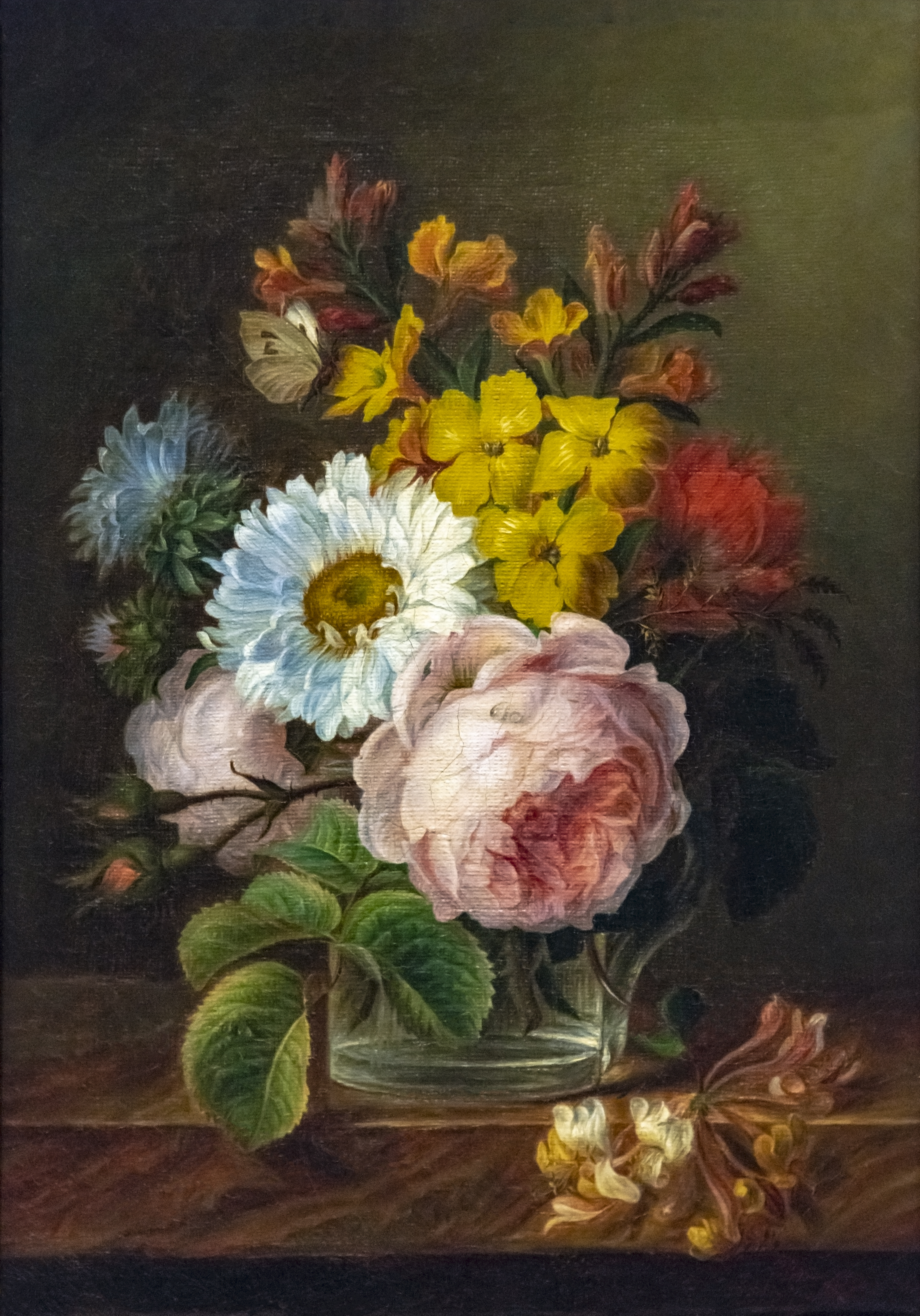
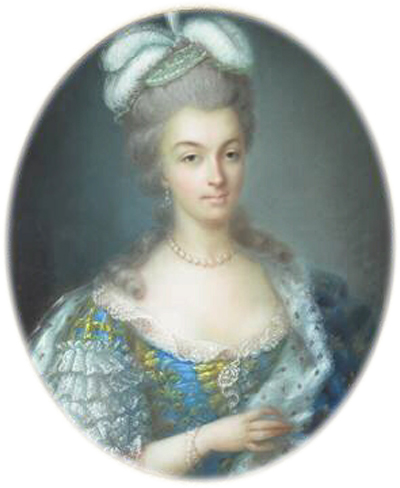
マリー・アントワネット (1780)
(1773)